# Maximilian Schimmel
Maximilian Schimmel (* 20. Februar 1989 in Seeheim-Jugenheim) ist ein deutscher Politiker (CDU). Seit dem 18. Januar 2024 ist er Mitglied des Hessischen Landtags.

## Herkunft, Ausbildung und Privates
Schimmel wuchs mit seinem jüngeren Bruder auf dem landwirtschaftlichen Betrieb seiner Eltern in Eschollbrücken, einem Stadtteil von Pfungstadt im Landkreis Darmstadt-Dieburg, auf.
Nach dem Ablegen des Abiturs im Jahr 2008 an der Edith-Stein-Schule in Darmstadt absolvierte Schimmel ein duales Studium in Wirtschaftsingenieurwesen an der DHBW Mannheim in Zusammenarbeit mit Schenk Process. Der Abschluss des Studiums erfolgte 2011 mit dem Bachelor of Engineering, 2015 der Abschluss des Masterstudiums an der Hochschule Darmstadt. Bis zu seinem Einzug in den 21. Hessischen Landtag arbeitete Schimmel als Projektmanager bei der Deutschen Bahn.
Schimmel spielt seit seinem sechsten Lebensjahr aktiv Fußball im Verein. Derzeit spielt er bei der zweiten Mannschaft des SV Darmstadt 98. Abseits des Sports ist er in seinem Heimatverein „Karneval Club Cochem“ (KCC) engagiert.

## Partei und Politik
Schimmel trat 2008 sowohl in die CDU, als auch in die Junge Union ein. In beiden Organisationen bekleidete er ab 2009 verschiedene Ämter. Seit 2009 im Vorstand der CDU Pfungstadt (aktuell Vorsitzender), hielt er von 2015 bis 2016 den Vorsitz der JU im Kreis Darmstadt-Dieburg inne. Seit 2012 gehört Schimmel auch dem Vorstand der CDU Darmstadt-Dieburg an; im Februar 2024 wurde ihm die Ehrenvorstandsmitgliedschaft des Kreisverbandes verliehen.
Für ein öffentliches Amt kandidierte Schimmel erstmals bei der hessischen Kommunalwahl 2011. Seither ist er Mitglied der Stadtverordnetenversammlung in Pfungstadt und des Ortsbeirats von Pfungstadt-Eschollbrücken. Seit 2021 ist er CDU-Fraktionsvorsitzender in der Stadtverordnetenversammlung und zudem Ortsvorsteher seines Heimatstadtteils.
Seit 2016 ist Schimmel Mitglied des Kreistages des Landkreises Darmstadt-Dieburg. Dort ist er Mitglied in verschiedenen Ausschüssen und seit der Kommunalwahl 2021 Vorsitzender der CDU-Kreistagsfraktion.
Bei der Landtagswahl 2023 erhielt er das Direktmandat im Wahlkreis Darmstadt-Dieburg I für den Hessischen Landtag.